# NASA X-38
Cet article court présente un sujet plus développé dans : Crew Return Vehicle.

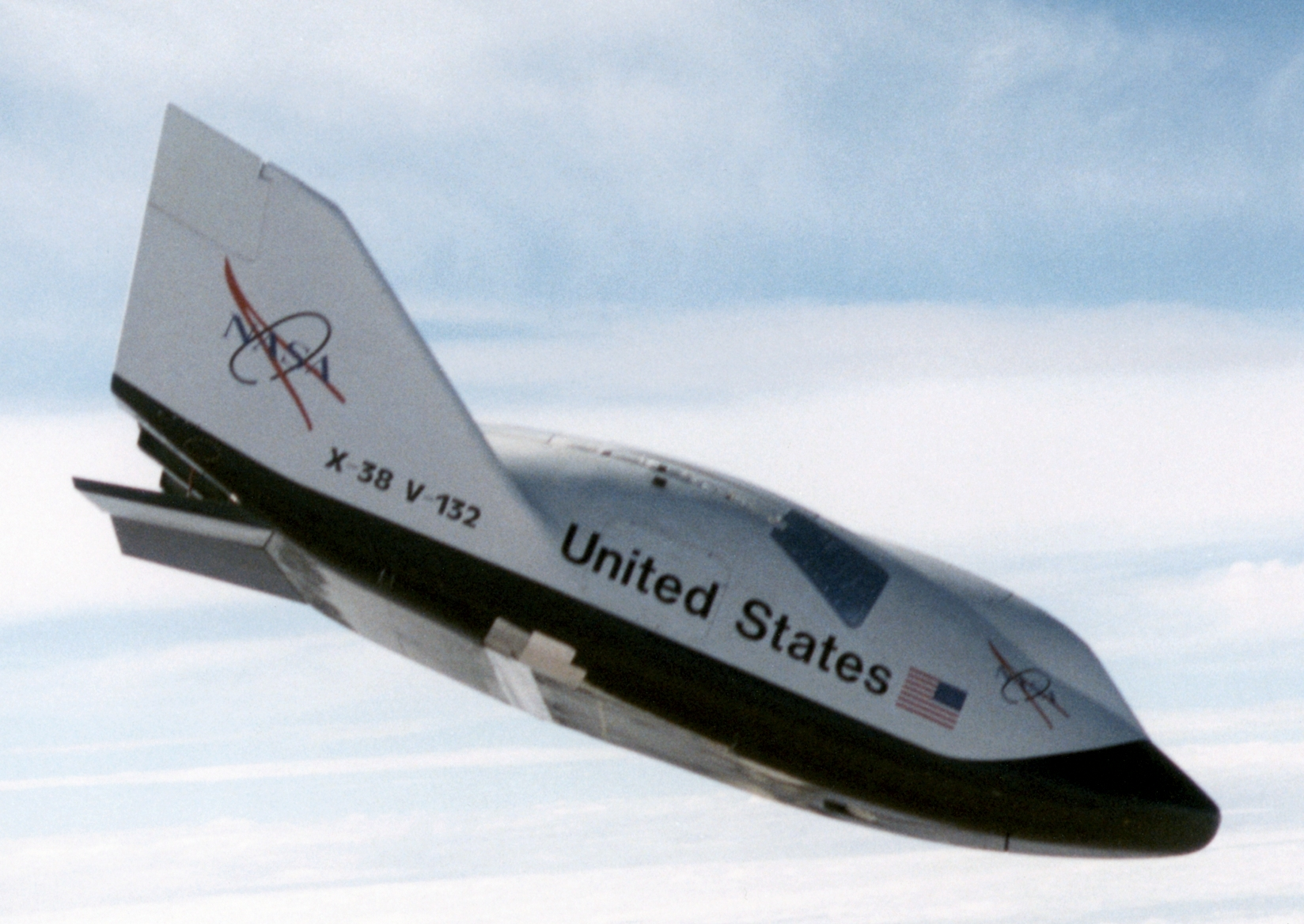
Le X-38, prototype du Crew Return Vehicle au cours d'un vol atmosphérique.

Le X-38 de la NASA, est un prototype/démonstrateur de navette spatiale lié au projet de vaisseau spatial américain Crew Return Vehicle (CRV). Le projet de X-38 est abandonné en mars 2002.